# Doron
Doron (in ebraico: דּוֹרוֹן) è un nome proprio di persona ebraico maschile.

## Origine e diffusione
Si basa sul termine greco δῶρον (dôron), che significa "dono", e dal quale derivano numerosi nomi, quali Isidoro, Pandora, Doris, Metrodoro, Teodoro e via dicendo. Per significato, è analogo ai nomi Jesse, Darko, Csaba, Gift e Shay.

## Onomastico
Il nome è adespota, cioè non è portato da alcun santo. L'onomastico ricade quindi il 1º novembre, giorno di Tutti i Santi.

## Persone

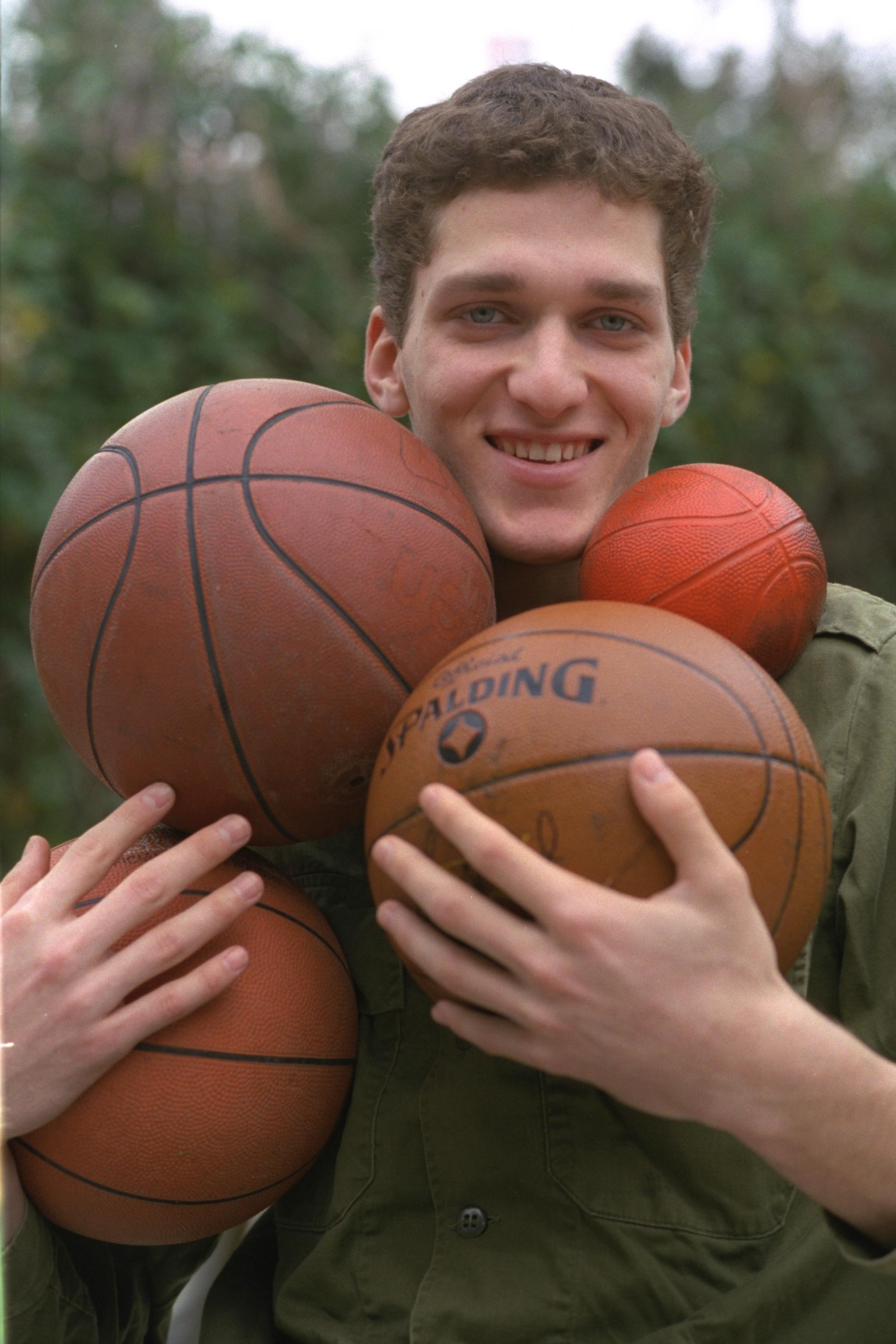
Doron Sheffer

- Doron Bell Jr., attore, musicista e cantante canadese
- Doron Jamchi, cestista israeliano
- Doron Lamb, cestista statunitense
- Doron Perkins, cestista statunitense
- Doron Shefa, cestista israeliano
- Doron Sheffer, cestista israeliano